# Eschenbach, Sankt Gallen
Eschenbach är en ort och kommun i distriktet See-Gaster i kantonen Sankt Gallen, Schweiz. Kommunen har 10 169 invånare (2023).
I kommunen finns byarna Eschenbach, Neuhaus och Ermenswil. Den 1 januari 2013 inkorporerades kommunerna Goldingen och Sankt Gallenkappel och därmed tillkom byarna Goldingen, Sankt Gallenkappel, Walde och Rüeterswil.